# 숙정공주
숙정공주(淑靜公主, 1646년 12월 13일(음력 11월 7일) ~ 1668년 6월 13일(음력 5월 5일))는 조선의 왕족이며, 효종과 인선왕후 장씨의 다섯째 딸이다.

## 생애

### 탄생
1646년(인조 24년) 11월 7일 저녁 10시 무렵(亥正)에, 당시 왕세자였던 효종과 세자빈 장씨(인선왕후)의 다섯째 딸로 태어났다. 맏언니인 숙신공주가 요절하였기 때문에, 대부분의 사료에는 넷째 딸로 기록되어 있다.

### 공주 시절
7살이 되던 1652년(효종 3년) 숙정공주(淑靜公主)에 봉해졌다.
1656년(효종 6년), 영의정 정태화의 아들 동평위(東平尉) 정재륜(鄭載崙)과 혼인이 결정되었고, 다음해인 1657년(효종 7년) 12월, 가례를 올렸다. 혼례 후 4년간 궁중에서 지내다가 1661년(현종 2년) 7월 출합하였다.
1662년(현종 3년)에는 언니 숙안공주와 함께 황해도 신천, 재령, 평산 등지에 있던 민간인 소유의 땅을 불법으로 갈취하여 백성들의 원성을 샀다.
 
숙정 · 숙안 두 공주가 계하(啓下, 왕의 허가를 받음)된 공사(公事)라는 핑계를 대고
신천(信川) · 재령(載寧) · 평산(平山) 등지의 민전(民田)을 불법으로 탈취했는데,
평산 부사 윤겸(尹㻩)이 공갈 협박하는 말에 겁먹은 나머지
아첨할 목적으로 꾀를 내어 허다한 민전을 모조리 궁가의 소속으로 만들었으므로
백성들이 생업을 잃고 원망하는 소리가 하늘을 찔렀다.— 《현종실록》 5권,
현종 3년(1662년 청 강희(康熙) 1년) 7월 13일 (갑신)

### 사망
1668년(현종 9년) 유질을 앓자 현종이 어의 5명을 보내 치료하게 했으나 얼마 버티지 못하고 5월 5일 사망했다.
현종은 숙정공주의 죽음을 매우 슬퍼하였고, 3일간 조시(朝市)를 정지하도록 하였다. 숙정공주의 장례는 공주의 장례보다 규모가 조금 더 큰 대군(大君)의 장례 형식으로 진행되었다. 당시 묘소는 경기도 광주(廣州)에 마련되었으며, 현재의 위치는 군포시 대야동이다.
숙정공주는 남편 정재륜과의 사이에서 3남 2녀를 두었으나 1남 1녀만이 성장하였다.
숙정공주 사후 공주의 남편인 동평위 정재륜은 아들 정효선 마저 죽자, 문종의 사위인 반성위 강자순과 세조의 사위인 하성위 정현조가 아내가 죽은 후에 재혼한 사례를 언급하며 숙종에게 다시 장가가기를 청하였다. 숙종은 처음에는 이를 허락하였으나 사헌부의 대신들이 불가함을 아뢰자, 정재륜의 재혼을 허락하지 않았다. 숙종은 이후 아내를 잃은 국왕의 부마는 재혼할 수 없다는 법을 만들었다.

## 가족 관계
| - 아버지 : 효종(孝宗, 1619 ~ 1659) - 어머니 : 인선왕후 장씨(仁宣王后 張氏, 1618 ~ 1674) - 언니 : 숙신공주(淑愼公主, 1634 ~ 1645) - 언니 : 숙안공주(淑安公主, 1636 ~ 1697) - 언니 : 숙명공주(淑明公主, 1640 ~ 1699) - 오빠 : 현종(顯宗, 1641 ~ 1674) - 언니 : 숙휘공주(淑徽公主, 1642 ~ 1696) - 동생 : 숙경공주(淑敬公主, 1648 ~ 1671) | - 부마 : 동평위(東平尉) 정재륜(鄭載崙, 1648 ~ 1723) - 장남 : 증 영의정(贈 領議政) 정효선(鄭孝先, 1663 ~ 1680) - 며느리 : 여주 이씨(驪州 李氏) - 세마(洗馬) 이만휘(李萬徽)의 딸 - 장녀 : 청풍 김씨 우의정(右議政) 청성부원군(淸城府院君) 김석주(金錫胄, 1634 ~ 1684)의 아들 김도연(金道淵, 1664 ~ 1689)의 처 |